# Everton FC (vrouwenvoetbal)
Everton FC is een Engelse vrouwenvoetbalclub uit Liverpool. De club werd in 1983 opgericht als zelfstandige club, maar maakt anno 2023 deel uit van Everton FC. Anno 2023 komt het team uit in de FA Women's Super League, het hoogste niveau in het Engelse vrouwenvoetbal.

## Erelijst

### Competities
- FA WSL 2 Spring Series
  - Winnaar (1): 2017
- FA Women's Premier League National Division
  - Winnaar (1): 1997/98

### Bekers
- FA Women's Cup
  - Winnaar (2): 1988/89, 2009/10
- FA Women's Community Shield
  - Winnaar (2): 2006/07, 2008/09
- FA Women's Premier League Cup
  - Winnaar (1): 2007/08
- Liverpool County FA Cup
  - Winnaar (3): 2006, 2007, 2008

## Bekende (oud-)Toffees

### Speelsters
- Toni Duggan
- Katja Snoeijs
- Toni Payne